# 谷本一之
谷本 一之（たにもと かずゆき、1932年（昭和7年）3月11日 - 2009年7月19日）は、日本の教育学者、音楽史学者。知里真志保門下。

## 来歴
北海道美唄市出身。北海道岩見沢東高等学校、北海道大学教育学部卒業。1958年同大学院教育研究科修了。代議士の私設秘書などを務めたのち、1976年北海道教育大学教授。1987年同札幌分校主事。1989年学長。1995年停年退官、名誉教授、北海道立アイヌ民族文化研究センター所長
。2000年北海道浅井学園大学生涯学習システム学部芸術メディア学科客員教授。2006年退職。

## 研究
民族音楽学が専門で、特にアイヌ音楽、音楽理論、音楽史を中心に研究。

## 主な受賞歴
- ハンガリー学術文化交流勲章（1990年）
- 小泉文夫音楽賞（1997年）
- 2000年『アイヌ絵を聴く』で毎日出版文化賞（2000年）
- 田辺尚雄賞（2000年）
- 瑞宝中綬章（2008年）[3]
- 正四位（2009年）[4]

## 著書
- 『アイヌ絵を聴く変容の民族音楽誌』（北海道大学図書刊行会 2000年）
- 『北方民族歌の旅』（北海道新聞社, 2006年）
- 『オーロラの下に生きる人々 北の館長エッセイ』（共同文化社, 2009年）

### 翻訳
- ソボールツィ・ベンツェ『ハンガリー音楽小史』（音楽之友社 1969年）
- ラースロー・エウセ『コダーイ・ゾルターン 生涯と作品』全音楽譜出版社 1974
- エルネ・レンドヴァイ『バルトークの作曲技法』（全音楽譜出版社, 1978年）